# 火焔型土器

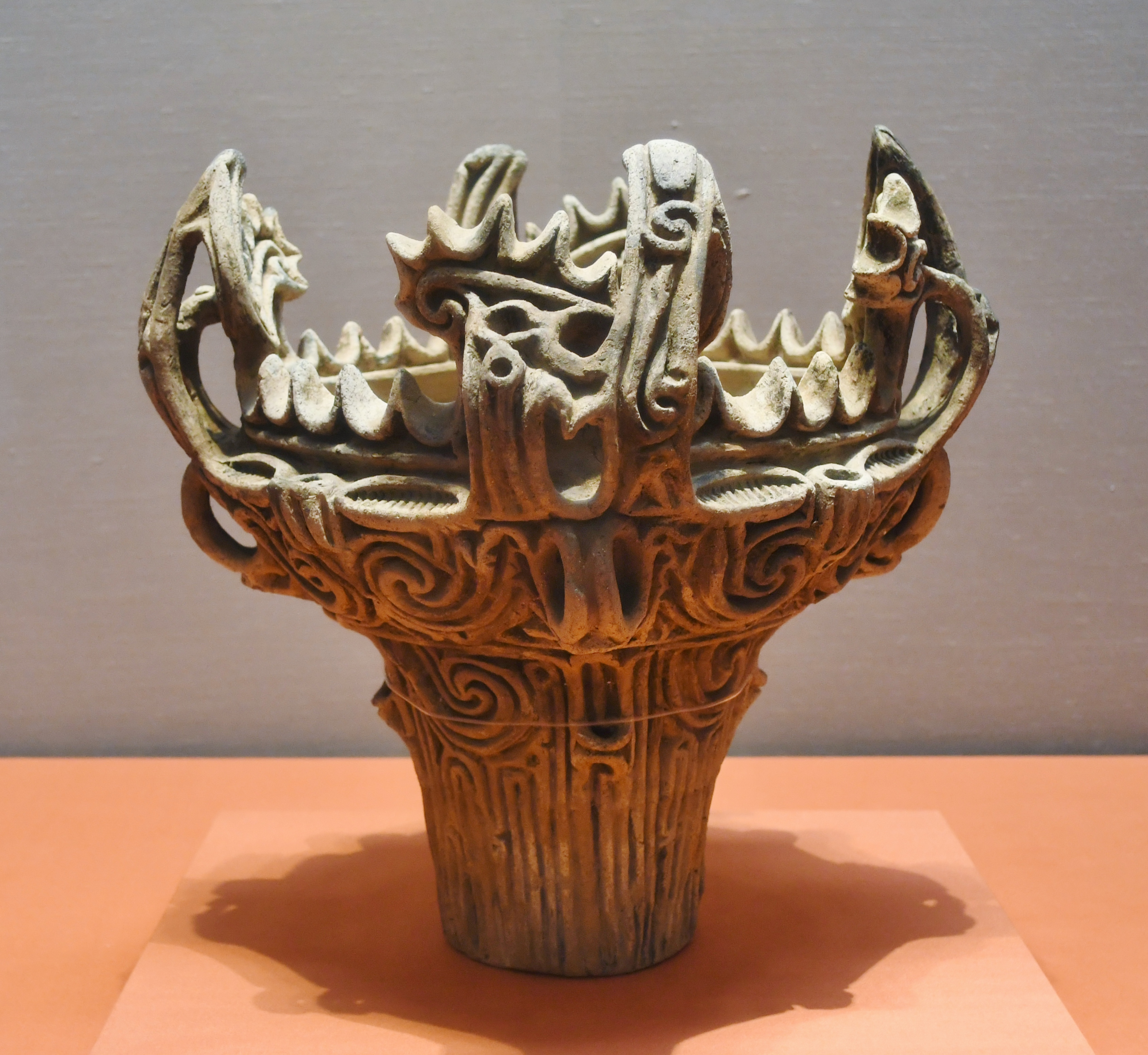
伝・新潟県長岡市馬高出土 火焔型土器東京国立博物館展示。

火焔型土器（かえんがたどき）は、縄文時代中期を代表する日本列島各地で作られた土器の一種。
燃え上がる炎を象ったかのような形状の土器を指す。縄文土器の中でも特に装飾性豊かな土器である。

## 形状
火焔型土器は殆どが深鉢形土器で、胴部は粘土紐を貼り付けてS字状、渦巻状などの文様を施す。縄文（縄の回転による施文）による装飾はほとんど見られない。上部には原則として4か所に大ぶりの把手（突起）を付す。把手は複雑な形状で、粘土紐によって装飾され、把手以外の口縁部は鋸の歯状に形作る。これらの装飾が何を表したものかは不明だが、全体の形状が燃え上がる炎を思わせることから「火焔型」土器と呼ばれている。集落内の特定の場所で発見される傾向はなく、またオコゲがついているものも出土することから、煮炊きに使われたと考えられる。しかしその形状から見て何らかの祭祀的な目的に使われることがあったとする考えもある。

### 「火焔土器」と「火焔型土器」
火焔型土器が初めて出土したのは新潟県長岡市の馬高遺跡で、1936年に近藤篤三郎らの調査による。この調査による出土第1号の土器は「火焔土器」という名前である（馬高A式1号深鉢土器、長岡市所蔵。長岡市馬高縄文館で展示。馬高縄文館完成前は長岡市立科学博物館で展示）。
同遺跡の他の土器や他遺跡出土の土器は、慣習的に「火焔型土器」と呼ばれる。以前は「火焔形土器」「火焔形式」「火焔類型」「火焔系」などの名称もあったが、現在では「火焔型土器」とすることがほとんどである。また、「火焰型土器」は単に字体の違いである。
「火炎」の字を用い「火炎土器」「火炎土器様式」と呼ぶことがあるが、この場合は「火焔型土器」よりも広い対象、例えば火焔型土器に加え王冠型土器とを指していることがある。

### 「火焔型土器」と「王冠型土器」
火焔型土器には、口縁部と把手（突起）部の形状から区別される類似の土器が存在し、「王冠型土器」と呼ばれる。火焔型土器と王冠型土器は同じ遺跡から出土することもあるが、口縁から把手の形状に関して類似したり互換したりするようなことがない。このことから、この2つの形状はなんらかの対立する概念として象形されたものではないかと推測されることがある。

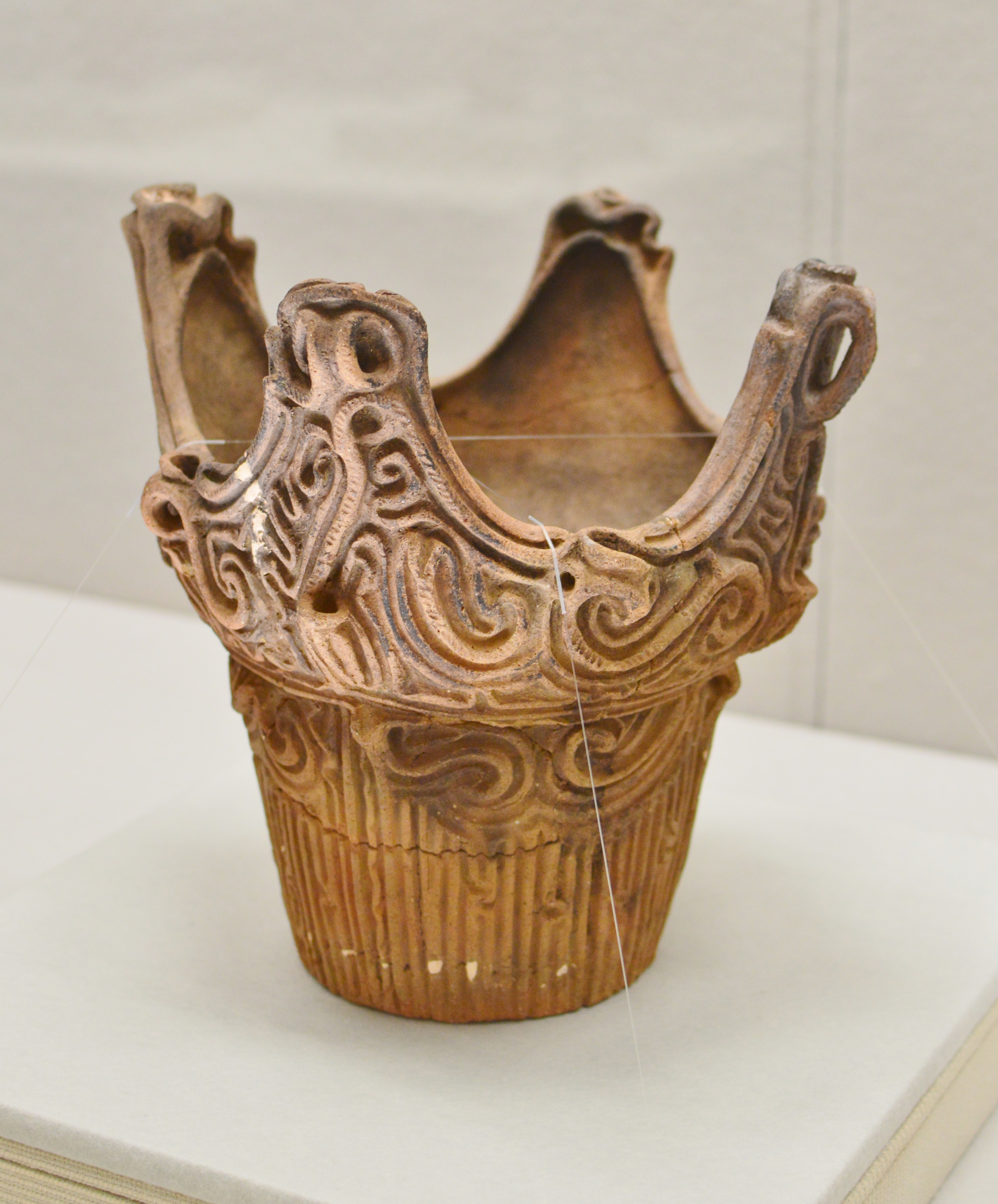
堂平遺跡出土 深鉢形土器（王冠型土器）（重要文化財） 京都大学総合博物館企画展示。

## 分布
東日本全体では200以上の遺跡で出土している。信濃川流域の新潟県、長野県北部、および阿賀野川流域の福島県西部の出土数が多い。北陸地方の富山県や東北地方の南部山形県、群馬県・栃木県から少数出土することがある。出土点数の大半は新潟県域の特に信濃川中流域に集中する傾向があり、長岡市馬高遺跡、十日町市笹山遺跡、野首遺跡などで特に多く出土したことが知られている。福島県では縄文中期から末期にかけての柳津町石生前遺跡（いしうまえ）、耶麻郡西会津町の上小島C遺跡、南会津郡南会津町の寺前遺跡、磐梯町と猪苗代町にまたがる法正尻遺跡などが知られる。
火焔型土器に系統的に先行する様式は不明瞭といわれる。つまり、この様式が突然創造されたという奇妙さがある。しかし、この土器の祖型は北陸地方の新保・新崎式土器、あるいは東北地方南部の大木式土器などの影響を受けて出来たとする説もある。

## 国宝指定
十日町市の信濃川右岸段丘上に位置する笹山遺跡からは、1980年～1986年にかけて実施された発掘調査により火焔型土器が出土している。「新潟県笹山遺跡出土深鉢形土器」57点は1999年、国宝に指定され、火焔型土器が14点含まれている。教科書等に掲載されることの多い代表的な火焔型土器（指定番号1）は「縄文雪炎」（じょうもんゆきほむら）と愛称が付けられ、国宝指定品の中でも中心的存在として扱われている。1982年7月8日出土。高さ約46.5センチメートル、最大幅43.8センチメートル、重さ約7.4キログラム、残存率95パーセント。笹山遺跡の国宝指定土器は、現在十日町市博物館が所蔵している。

## ギャラリー

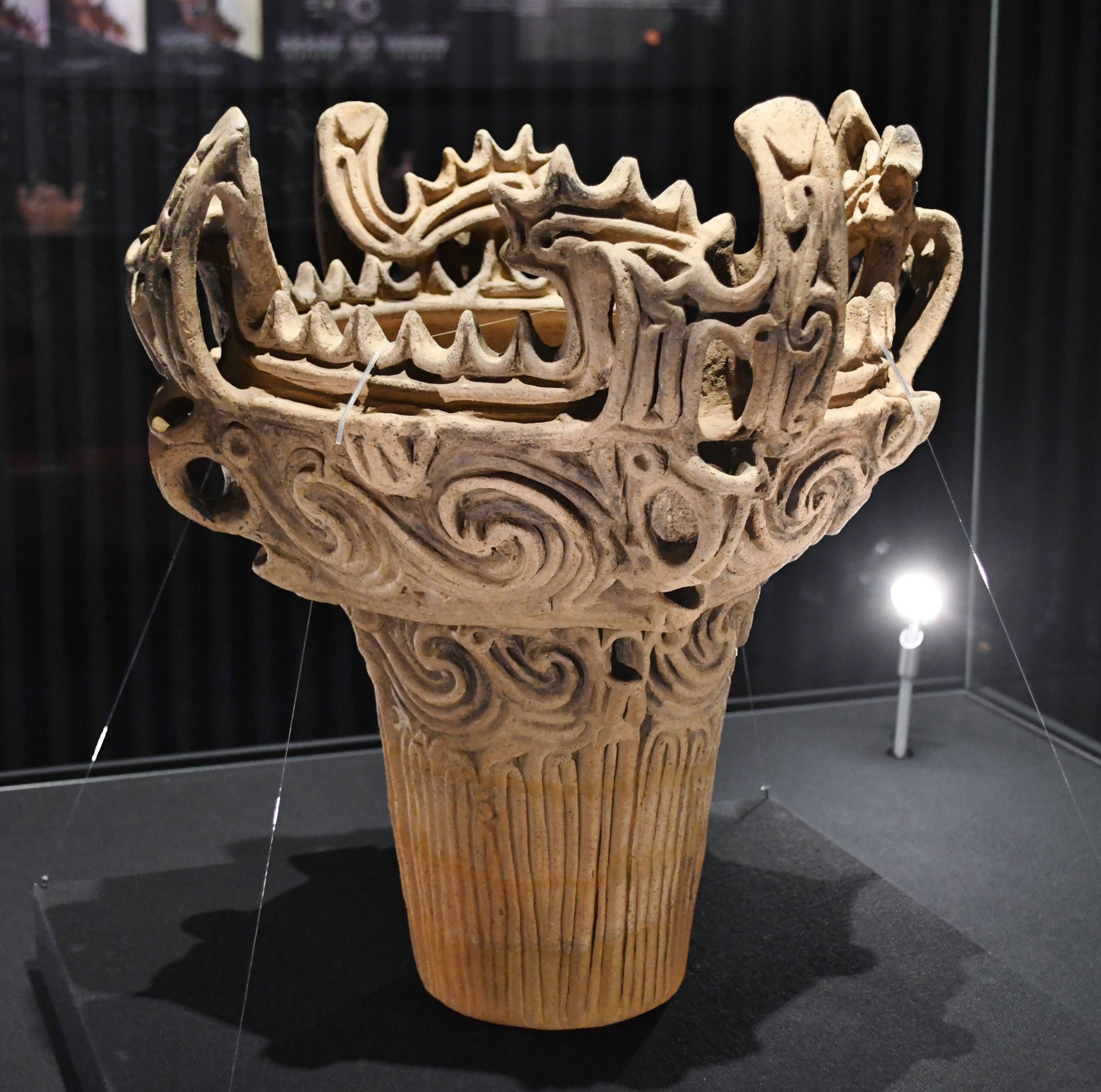
笹山遺跡出土 深鉢形土器（火焔型土器）（国宝） 十日町市博物館展示。
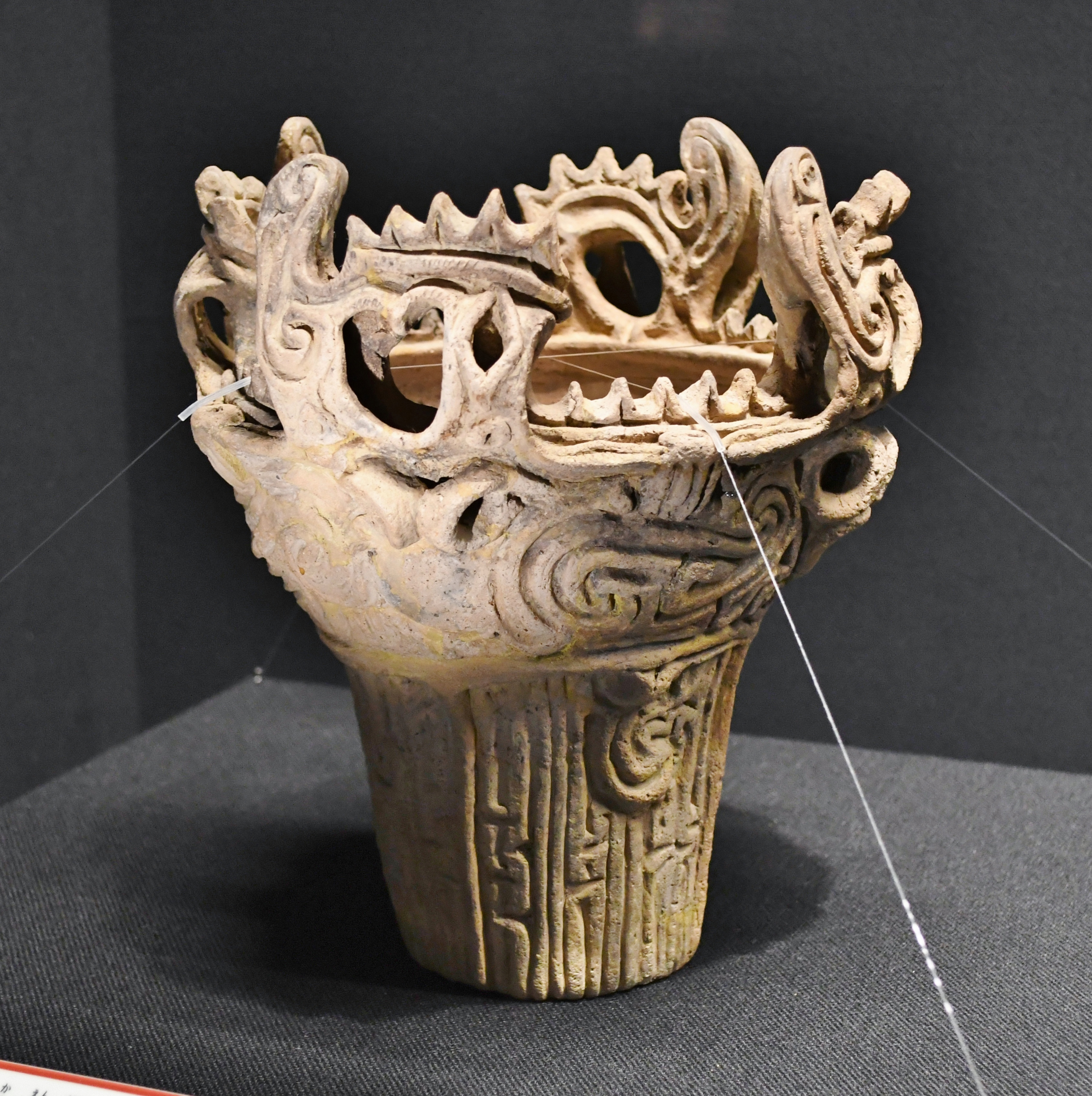
笹山遺跡出土 深鉢形土器（火焔型土器）（国宝） 十日町市博物館展示。
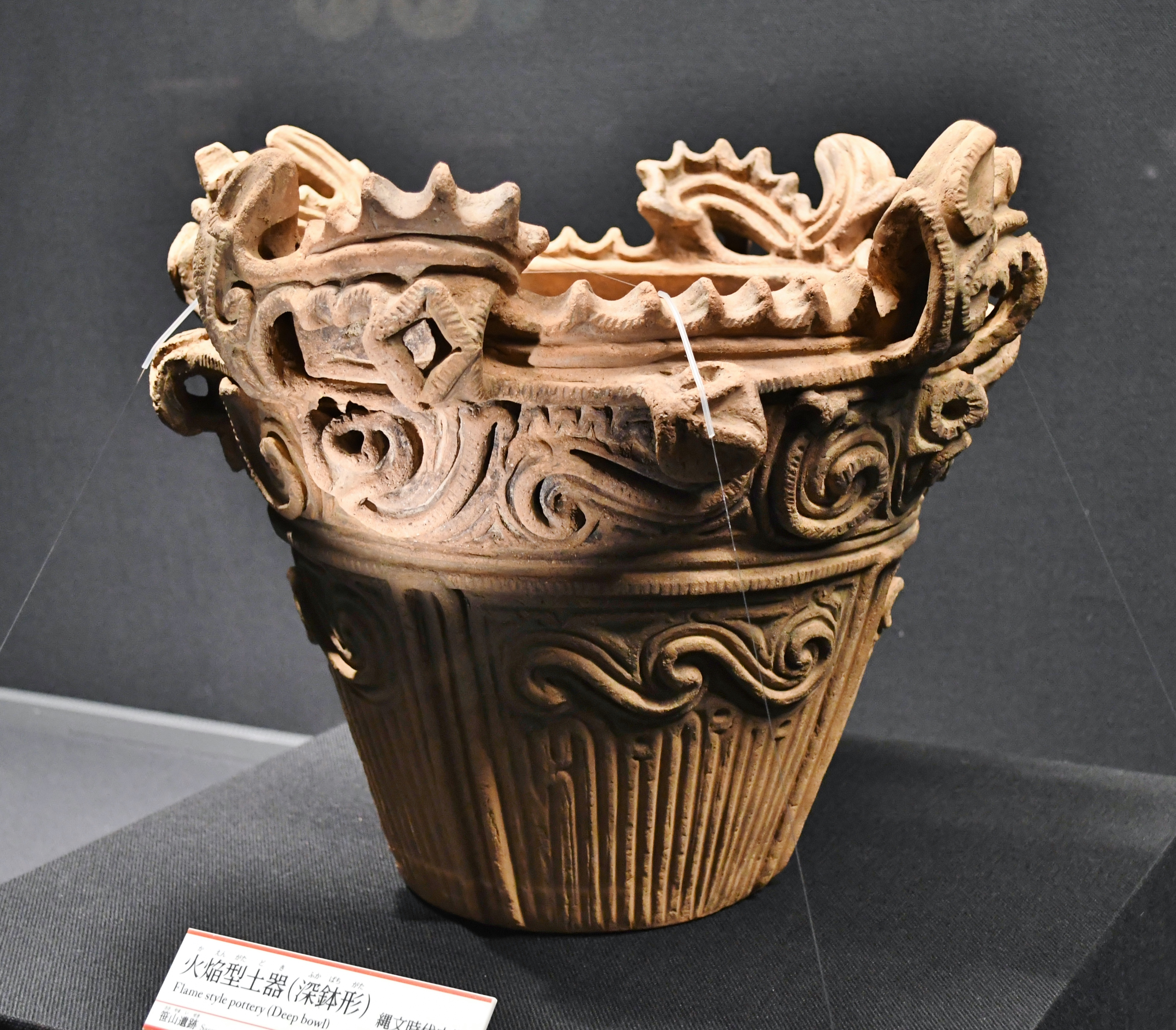
笹山遺跡出土 深鉢形土器（火焔型土器）（国宝） 十日町市博物館展示。
馬高遺跡出土 深鉢形土器（火焔土器）（重要文化財） 京都大学総合博物館企画展示。
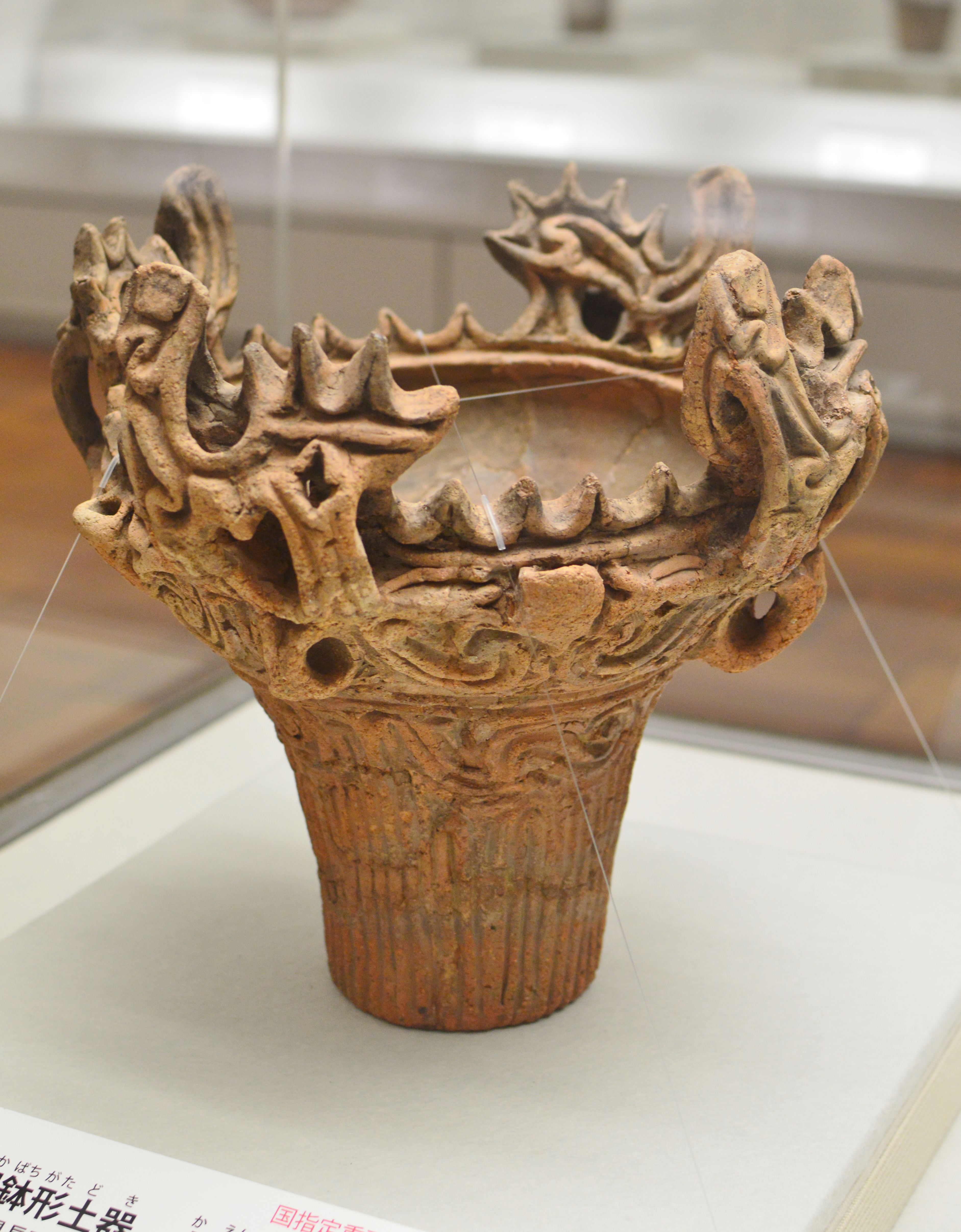
馬高遺跡出土 深鉢形土器（火焔型土器）（重要文化財） 京都大学総合博物館企画展示。
馬高遺跡出土 浅鉢形土器（火焔型土器）（重要文化財） 京都大学総合博物館企画展示。
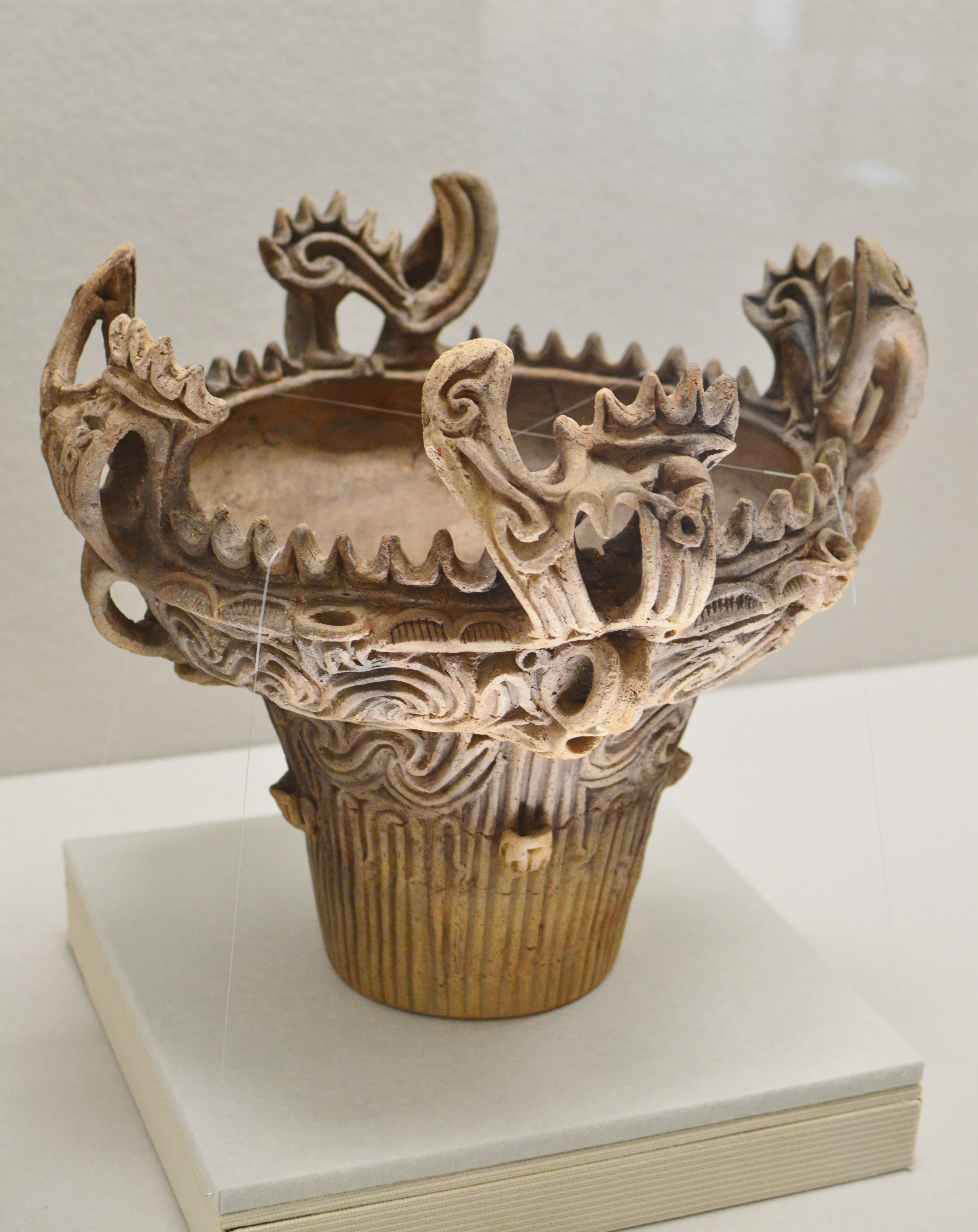
堂平遺跡出土 深鉢形土器（火焔型土器）（重要文化財） 京都大学総合博物館企画展示。
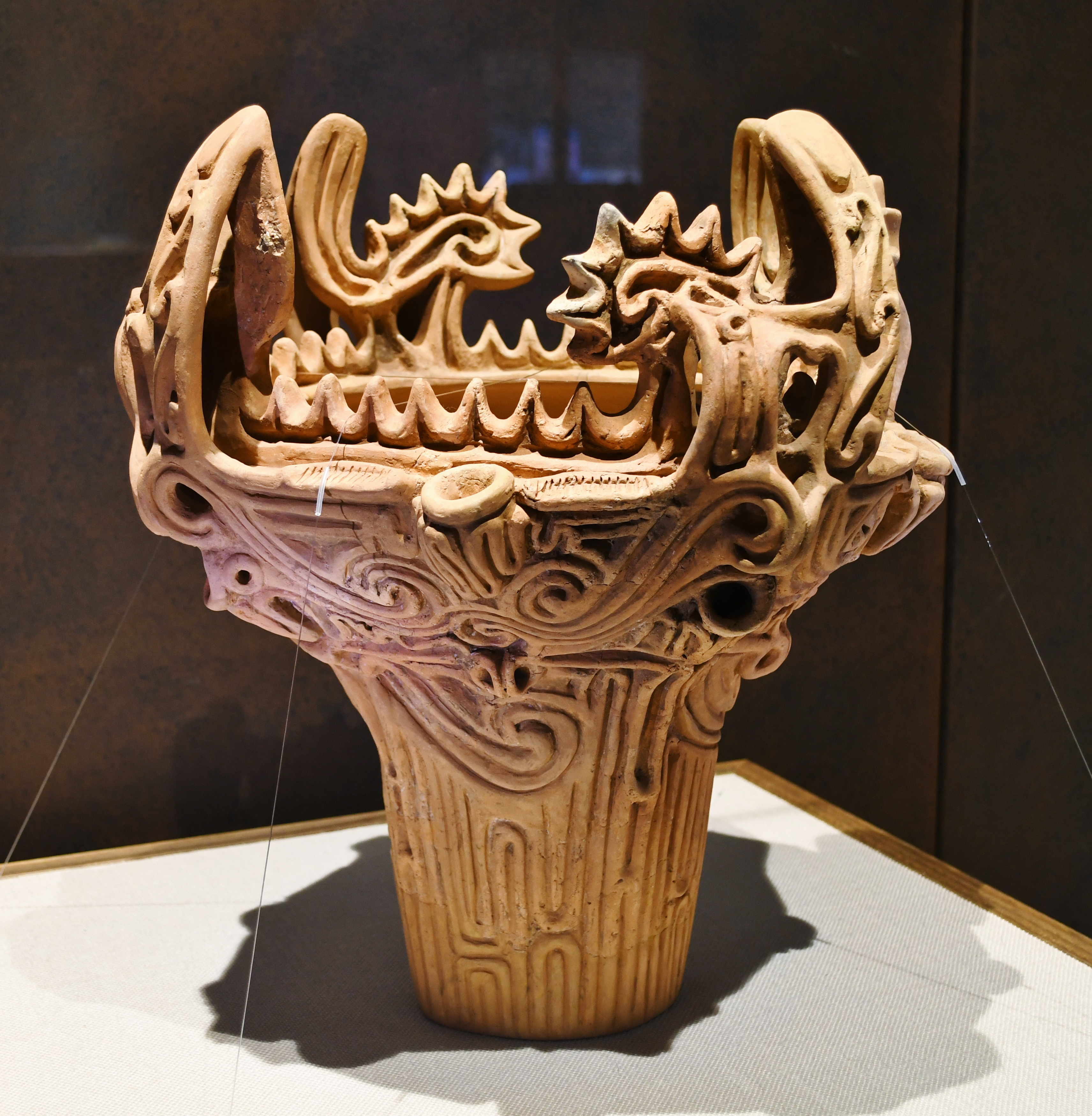
岩野原遺跡出土 深鉢形土器 火焔型土器 國學院大學博物館展示。